# Shannon Szabados
Shannon Szabados (* 6. August 1986 in Edmonton, Alberta) ist eine ehemalige kanadische Eishockeytorhüterin, die zu den Wegbereiterinnen des Fraueneishockeys in Kanada gehört. Sie war die erste weibliche Spielerin in mehreren Ligen, darunter College-, Junior- und Profi-Eishockey: Als Juniorin war Szabados die erste Spielerin in der Western Hockey League (WHL) und in der Alberta Junior Hockey League (AJHL) sowie erste Frau in der Southern Professional Hockey League.
Zwischen 2006 und 2019 war sie Mitglied der kanadischen Nationalmannschaft, nahm an den Olympischen Winterspielen 2010, 2014 und 2018 sowie an sechs Weltmeisterschaften teil und ist zweifache Olympiasiegerin sowie zweifache Weltmeisterin.

## Karriere
Shannon Szabados begann im Alter von fünf Jahren mit dem Eishockeysport, da auch ihr Vater diesem Sport nachging. Als Kind und Teenager spielte sie vor allem gegen männliche Altersgenossen. Eines ihrer Vorbilder war Bill Ranford von den Edmonton Oilers, dessen Torwart-Lehrgänge sie besuchte. Zwischen 2000 und 2003 lief sie für den Maple Leaf Athletic Club in der Alberta Midget Hockey League auf, wobei sie das einzige Mädchen im Team war. 2002 bestritt Szabados vier Freundschaftsspiele und ein reguläres Saisonspiel für die Tri-City Americans und war damit die erste weibliche Spielerin, die in der Western Hockey League spielte. Anschließend spielte sie in der Alberta Junior Hockey League für die Sherwood Park Crusaders, Bonnyville Pontiacs und Fort Saskatchewan Traders – auch dort war sie die erste Frau in der Ligageschichte. Szabados musste während ihrer Kinder- und Jugendzeit immer wieder mit Anfeindungen und Zurückweisungen leben; unter anderem gab es Spielorte in der AJHL, wo sie aufgrund von Beleidigungen nicht von ihrem Trainer aufgestellt wurde.

### College- und Profieishockey
Während ihres Studiums an der MacEwan University zwischen 2007 und 2011 spielte parallel für die Männereishockeymannschaft der Universität, die Griffins, und wurde am Ende der Saison 2010/11 als wertvollste Spielerin Teams ausgezeichnet. Nach ihrem Wechsel an das Northern Alberta Institute of Technology (NAIT) im Jahr 2011 spielte sie für die Ooks, dem Männereishockeyteam des NAIT. Mit diesem gewann sie 2013 den ersten Meistertitel der Alberta Colleges Athletic Conference nach 16 Jahren.

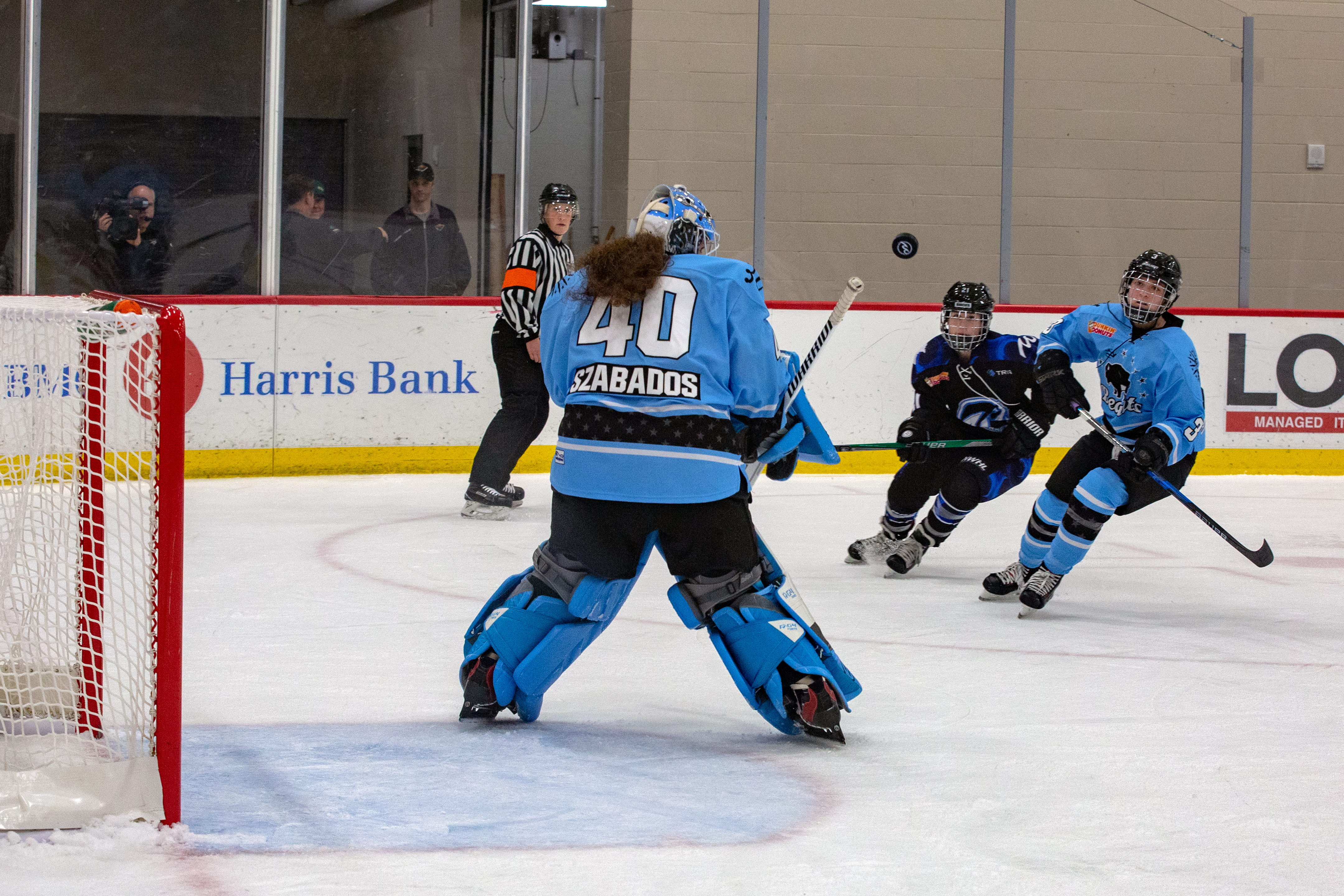
Shannon Szabados im Tor der Buffalo Beauts

Im Sommer 2014 beendete Szabados ihr Studium und unterschrieb einen Vertrag bei den Columbus Cottonmouths, einem Team der Southern Professional Hockey League (SPHL). Auch in der SPHL war sie die erste Frau in der Ligageschichte und blieb insgesamt zwei Spielzeiten bei den Cottonmouths. Am 26. Dezember 2015 war sie die erste Torhüterin, die in einer professionellen Männerliga einen Shutout erreichte. Vor der Saison 2016/17 erhielt sie einen Vertrag bei den Peoria Rivermen aus der SPHL, wurde aber nach wenigen Tagen entlassen. Sie setzte ihre Karriere anschließend bei den semi-professionellen Fort Saskatchewan Chiefs aus der Chinook Hockey League fort. Während der Saison 2017/18 bereitete sie sich mit Hockey Canada zentralisiert auf die Olympischen Winterspiele 2018 vor und absolvierte mit dem Team Canada einige Spiel als Gastmannschaft der Alberta Midget Hockey League.
Im Juni 2018 erhielt Szabados einen Vertrag bei den Buffalo Beauts in der NWHL, womit sie erstmals in ihrer Karriere in einer reinen Fraueneishockeyliga aktiv war. In der Saison 2018/19 erreichte sie den besten Gegentorschnitt (1,49) aller Torhüterinnen der NWHL und wurde folgerichtig als Torhüterin des Jahres ausgezeichnet. Anschließend entschied sich Szabados für einen Beitritt zur Professional Women’s Hockey Players Association und spielte im Rahmen von Promotionsspielen für das Buffalo-Charter der PWHPA.

### International

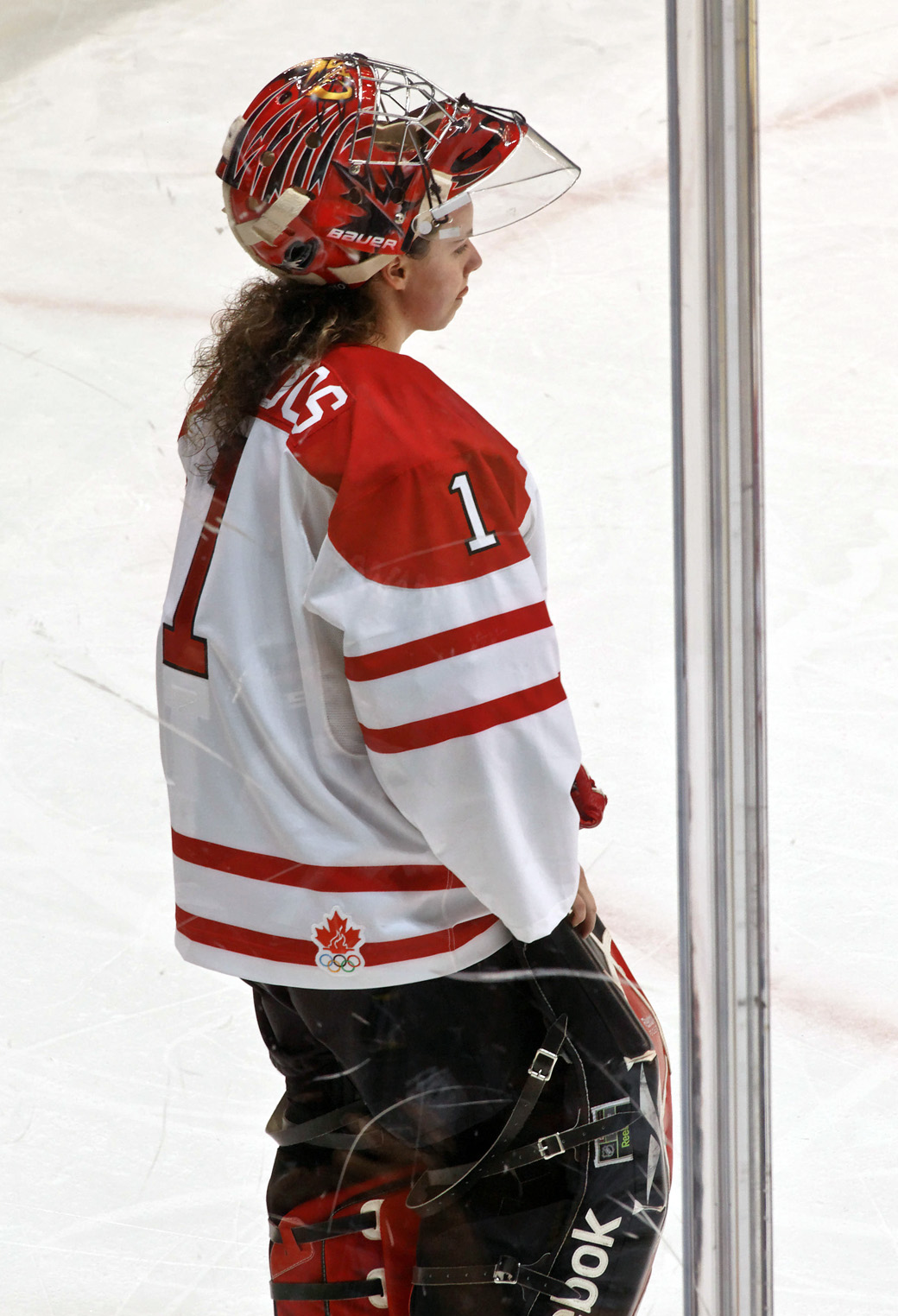
Shannon Szabados bei den Olympischen Winterspielen 2010

Ab 2005 gehörte Shannon Szabados dem Kader der kanadischen U22-Nationalmmanschaft an, mit der sie an verschiedenen Turnieren, unter anderem dem Air Canada Cup, teilnahm. Im November 2006 wurde sie erstmals für die kanadische A-Nationalmannschaft der Frauen nominiert und debütierte am 7. November gegen die USA beim 4 Nations Cup 2006. Im folgenden Jahr nahm sie erneut am Air Canada Cup und am 4 Nations Cup teil, ehe sie zum erweiterten Kader für die Eishockey-Weltmeisterschaft der Frauen 2008 gehörte, letztlich jedoch nicht nominiert wurde. Ein jahr später schaffte sie es in den Kader für die Weltmeisterschaft 2009, kam als dritte Torhüterin hinter Kim St-Pierre und Charline Labonté jedoch nicht zum Einsatz und gewann dennoch am Turnierende die Silbermedaille.
Während der Saison 2009/10 setzte sie vom Spielbetrieb in ihrer College-Liga aus und bereitete sich mit Hockey Canada zentralisiert auf die Olympischen Winterspiele 2010 vor. Während des olympischen Turniers in Vancouver kam sie in drei Spielen zum Einsatz, wobei sie nur 1 Tor bei 51 Schüssen zuließ. Im Spiel um die Goldmedaille gegen die USA schaffte sie einen Shutout. Aufgrund der gezeigten Leistungen – unter anderem eine Fangquote von 98,04 % – wurde sie vom IIHF-Direktorat zur besten Torhüterin ernannt und von den Medienvertretern in das All-Star-Team berufen. Bei den folgenden Weltmeisterschaften gewann Szabados mit der kanadischen Auswahl zwei Goldmedaillen (2011 und 2012) sowie eine Silbermedaille bei der Weltmeisterschaft 2013.
Bei den Olympischen Winterspielen in Sotschi 2014 war Szabados statistisch gesehen die beste Torhüterin und verzeichnete bei ihren drei Einsätzen, darunter das Halbfinale und das Spiel um die Goldmedaille, eine Fangquote von 95,38 % und einen Gegentorschnitt von 0,96. Damit verhalf sie dem kanadischen Frauenteam zur Titelverteidigung. Nach diesem Erfolg zog sie sich zunächst aus der Nationalmannschaft zurück und kehrte erst im Herbst 2016 in den Kader zurück. Im Frühjahr 2016 absolvierte die Weltmeisterschaft 2017, bei der sie mit Kanada die Silbermedaille gewann und auf mehr als 248 Minuten Eiszeit kam. Während der Saison 2017/18 bereitete sie sich erneut mit dem Team Canada auf die Olympischen Winterspiele in Pyeongchang vor. Beim olympischen Eishockeyturnier in Südkorea gehörte sie mit einer Fangquote von 94,94 % und einem Gegentorschnitt von 1,20 wiederum zu den statistisch besten Torhüterinnen und gewann letztlich mit Kanada die Silbermedaille. Folgerichtig wurde sie erneut von der IIHF als beste Torhüterin des olympischen Turniers ausgezeichnet.
Ihr letztes internationales Turnier war die Weltmeisterschaft 2019, bei der in drei Spielen eingesetzt wurde und letztlich die Bronzemedaille gewann. Sie beendete ihre Länderspielkarriere mit insgesamt 68 internationalen Einsätzen, 3895 Spielminuten, 20 Shutouts, einem Gegentorschnitt von 1,46 sowie 51 Siegen bei 13 Niederlagen. Aufgrund ihrer Dominanz bei Weltmeisterschaften und Olympischen Spielen zwischen 2010 und 2020 wurde sie von der IIHF mit der Berufung in das „IIHF Women’s All-Decade Team“ geehrt. Zudem wurde sie 2019 mit der Olympiamannschaft von 2019 in die Canadian Olympic Hall of Fame sowie 2024 in die Alberta Hockey Hall of Fame aufgenommen.

## Erfolge und Auszeichnungen
- 2007 Bester Torhüter der AJHL

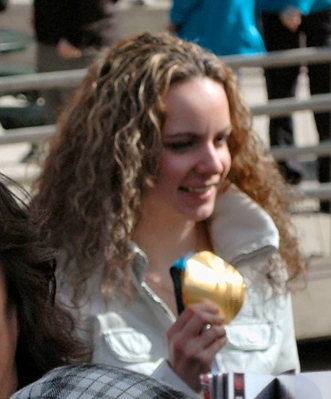
Shannon Szabados mit ihrer Goldmedaille der Olympischen Winterspiele 2010

- 2013 ACAC-Meister mit dem Northern Alberta Inst. of Technology
- 2019 Bester Gegentorschnitt (1,49) der NWHL
- 2019 Torhüterin des Jahres der NWHL
- 2019 Aufnahme in die Canadian Olympic Hall of Fame[12]
- 2020 IIHF Women’s All-Decade Team[13]
- 2024 Aufnahme in die Alberta Hockey Hall of Fame[14]

### International
| - 2009 Silbermedaille bei der Weltmeisterschaft - 2010 Goldmedaille bei den Olympischen Winterspielen - 2010 Bester Gegentorschnitt (0,33) und Fangquote (98,0 %) der Olympischen Winterspiele - 2010 All-Star Team und Beste Torhüterin der Olympischen Winterspiele - 2011 Goldmedaille bei der Weltmeisterschaft - 2012 Goldmedaille bei der Weltmeisterschaft - 2013 Silbermedaille bei der Weltmeisterschaft | - 2014 Goldmedaille bei den Olympischen Winterspielen - 2014 Bester Gegentorschnitt (0,96) und Fangquote (95,4 %) der Olympischen Winterspiele - 2017 Silbermedaille bei der Weltmeisterschaft - 2018 Silbermedaille bei den Olympischen Winterspielen - 2018 Beste Torhüterin der Olympischen Winterspiele - 2018 Beste Fangquote (94,9 %) der Olympischen Winterspiele - 2019 Bronzemedaille bei der Weltmeisterschaft |

## Karrierestatistik
(Legende zur Torhüterstatistik: GP oder Sp = Spiele insgesamt; W oder S = Siege; L oder N = Niederlagen; T oder U oder OT = Unentschieden oder Overtime- bzw. Shootout-Niederlage; Min. = Minuten; SOG oder SaT = Schüsse aufs Tor; GA oder GT = Gegentore; SO = Shutouts; GAA oder GTS = Gegentorschnitt; Sv% oder SVS% = Fangquote; EN = Empty Net Goal; 1 Play-downs/Relegation; Kursiv: Statistik nicht vollständig)

### Reguläre Saison
Quellen: AJHL; ACAC